# اچ‌ام‌وای الکساندرا
اچ‌ام‌وای الکساندرا (به انگلیسی: HMY Alexandra) یک کشتی بود. این کشتی در سال ۱۹۰۷ ساخته شد.